# Stefan Holzer

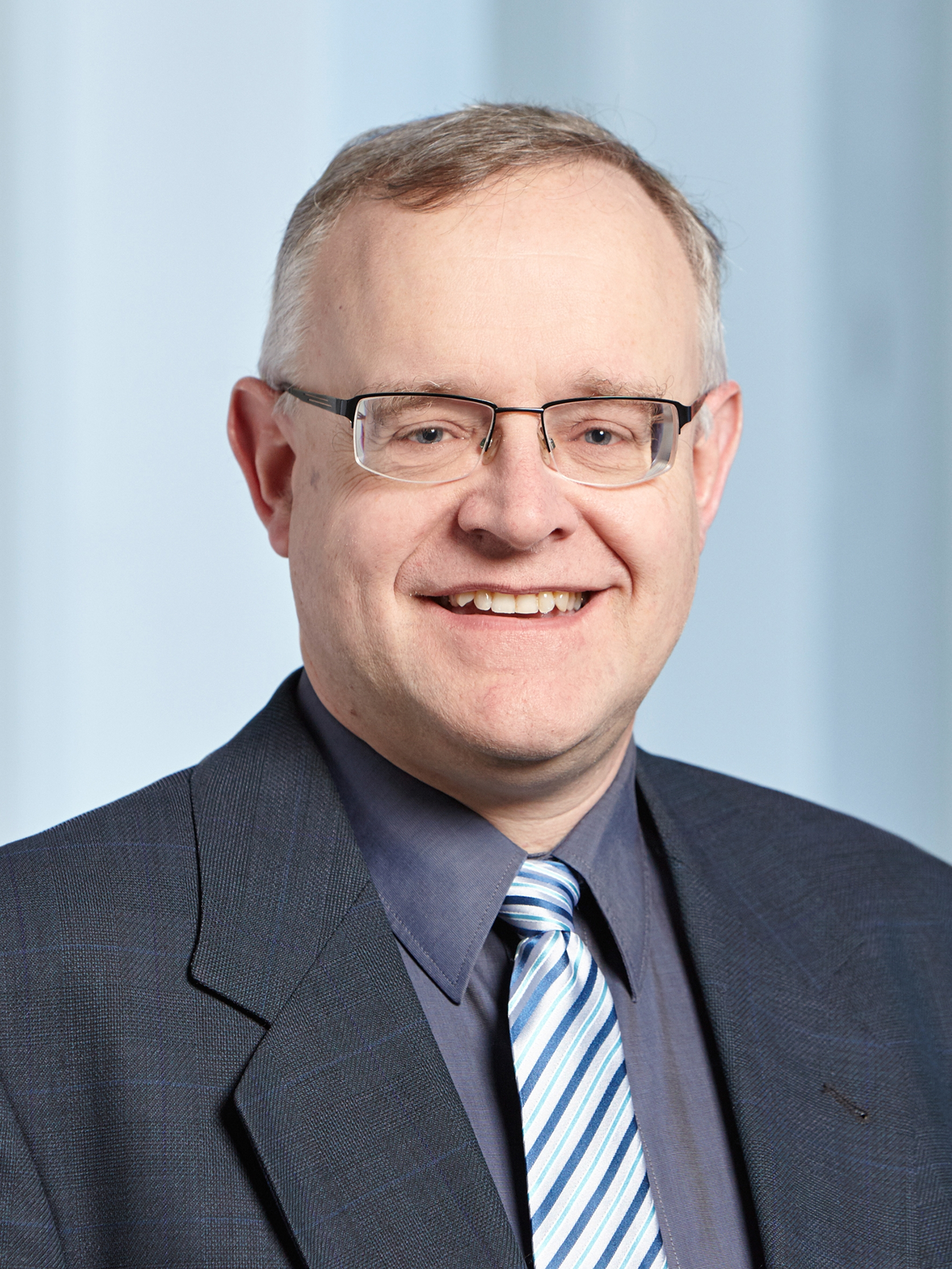
Stefan M. Holzer (2016)

Stefan M. Holzer (* 1963 in Erlangen) ist ein deutscher Bauingenieur und Bauforscher. Er ist ordentlicher Professor für Bauforschung und Konstruktionsgeschichte am Departement Architektur der ETH Zürich.

## Ausbildung und Wirken
Stefan M. Holzer studierte von 1982 bis 1987 Bauingenieurwesen an der Technischen Universität München und schloss dort auch direkt das Doktorat an. 1992 wurde er mit einer Arbeit zur Kopplung von finiten Elementen höherer Ordnung mit Randelementen zur Analyse elastischer und elastoplastischer Probleme der Strukturanalyse promoviert. Danach vertiefte er seine Kenntnisse in der Programmentwicklung und numerischen Mechanik während eines einjährigen Forschungsaufenthaltes 1993 an der Washington University in St. Louis, Missouri. Zurück aus den USA, war Stefan M. Holzer knapp zwei Jahre lang als Tragwerksplaner bei der Firma Hochtief in Frankfurt/Main tätig, ehe er einem Ruf auf die Professur für Informationsverarbeitung im konstruktiven Ingenieurbau an der Universität Stuttgart folgte.
2001 wurde Stefan M. Holzer als Leiter des Instituts für Mathematik und Bauinformatik an der Fakultät Bauingenieurwesen und Umweltwissenschaften an die Universität der Bundeswehr München berufen. Hier lehrte er vor allem numerische Methoden im Studiengang Bauingenieurwesen. Schon ganz am Anfang der 16 Jahre währenden Tätigkeit auf dieser Professur baute Stefan M. Holzer jedoch sukzessive seine bereits seit Jugendtagen virulente Begeisterung für historische Bauwerke systematisch zu einem zweiten Standbein in der Forschung und Lehre aus. Ausgehend von einigen fast zufällig zustande gekommenen Aufträgen für Gutachten zu historischen Tragwerken wuchs rasch eine intensive Auseinandersetzung mit Themen der historischen Baukonstruktion und der Bautechnikgeschichte heran, die bald auch zu Gutachten an bedeutenden Bauwerken führte. Erstes Resultat dieses neuen Arbeitsschwerpunktes war eine Monographie zu den Dachwerken und Kuppeln barocker Kirchen in Südbayern. Während dieser Zeit entwickelte sich in der Lehre aus dem kleinen Wahlfach „Beurteilung und Ertüchtigung historischer Tragwerke“ bald ein Kernfach, das von Studierenden mit großer Begeisterung besucht wurde. Die zweibändige Monographie Statische Beurteilung historischer Tragwerke (2013: Mauerwerkkonstruktionen; 2015: Holzkonstruktionen) zog die Summe aus rund zehn Jahren Erfahrung in Theorie und Praxis des Umgangs mit historischer Bausubstanz aus tragwerksplanerischer Sicht. Die Erforschung historischer Baukonstruktionen und die wissenschaftliche Auseinandersetzung mit der Bautechnikgeschichte hatten sich im Laufe der Münchener Tätigkeit derart in den Vordergrund der Tätigkeit Stefan M. Holzers geschoben, dass der 2016 erfolgte Wechsel an das Departement für Architektur der ETH Zürich nur eine logische Folge war.
Stefan M. Holzer lehrt und forscht heute am Institut für Denkmalpflege und Bauforschung (IDB) als Professor für Bauforschung und Konstruktionsgeschichte zu verschiedensten Themen der Baugeschichte und Bautechnikgeschichte – materialübergreifend von Mauerwerk über Holz bis Eisen und Beton, epochenübergreifend von der Antike bis zum Ersten Weltkrieg. In jüngster Zeit wurden in Projekten unter seiner Leitung zum Beispiel die weitgespannten Dachwerke und Holzbrücken der Deutschschweiz, die Eisenkonstruktionen verschiedener Theaterbauten in Paris und der Backsteinbau des 19. Jahrhunderts in Berlin, München und Zürich erforscht. Derzeit untersucht Holzer in einem vom Schweizerischen Nationalfonds geförderten Projekt die komplizierte und ungeklärte Baugeschichte der im 13.–15. Jahrhundert errichteten Basilika des hl. Antonius in Padua, die unter anderem Europas älteste erhaltene hölzerne Dachkuppeln aufzuweisen hat. 2021 erschien seine Monografie Gerüste und Hilfskonstruktionen im historischen Baubetrieb, die ein lebendiges Bild von den temporären und nur schwer fassbaren Arbeits- und Transportgerüsten entwirft, die auf Baustellen seit der Antike zum Einsatz kamen.
Stefan M. Holzer war von 2017 bis 2021 Erster Vorsitzender der Gesellschaft für Bautechnikgeschichte und ist Mitglied zahlreicher wissenschaftlicher Fachverbände, Zeitschriften und Komitees.

## Schriften (Auswahl)
Vollständige Liste unter holzer.arch.ethz.ch
- Gerüste und Hilfskonstruktionen im historischen Baubetrieb: Geheimnisse der Bautechnikgeschichte. Ernst & Sohn, Berlin 2021. ISBN 978-3-433-03175-9
- Wilko Potgeter, Stefan M. Holzer: Backsteinstadt Zürich: Der Sichtbackstein-Boom zwischen 1883 und 1914. Park Books, Zürich, 2020. ISBN 978-3-03860-231-6
- Ylenia Praticò, John Ochsendorf, Stefan Holzer and Robert J. Flatt: Post-fire restoration of historic buildings and implications for Notre-Dame de Paris. In: Nature Materials, Vol. 19, Nr. 8, 2020, S. 817–820.
- Der Ludwig-Donau-Main-Kanal. Historische Wahrzeichen der Ingenieurbaukunst in Deutschland, Band 22, hrsg. von der Bundesingenieurkammer, Berlin, 2018. ISBN 978-3-941867-35-2
- Daniel Richter, Bernd Köck, Stefan M. Holzer: Rabitzgewölbe. Von der Herstellung bis zur statischen Ertüchtigung der Abhänger. In: Bauingenieur, Vol. 92: Nr. 3, 2017, S. 123–132.
- Karen Veihelmann, Stefan M. Holzer: Articulation des voûtes. In: 2ème Congrès Francophone d’Histoire de la Construction, Vaulx-en-Velin, France, 2016, S. 599–605.
- Canal locks and concrete, 1800–1860. In: Construction History, Vol. 31: Nr. 2, 2016, S. 133–155.
- Die Sauschwänzlebahn im Südschwarzwald. Historische Wahrzeichen der Ingenieurbaukunst in Deutschland, Band 16, hrsg. von der Bundesingenieurkammer, Berlin, 2015. ISBN 978-3-941867-15-4
- Statische Beurteilung historischer Tragwerke, Band 2: Holzkonstruktionen. Ernst & Sohn, Berlin, 2015. ISBN 978-3-433-03058-5
- Statische Beurteilung historischer Tragwerke, Band 1: Mauerwerkskonstruktionen. Ernst & Sohn, Berlin, 2015. ISBN 978-3-433-02959-6
- Die König-Ludwig-Brücke Kempten. Historische Wahrzeichen der Ingenieurbaukunst in Deutschland, Band 16, hrsg. von der Bundesingenieurkammer, Berlin, 2011. ISBN 978-3-941867-09-3
- Stefan M. Holzer, Bernd Köck: Meisterwerke barocker Bautechnik. Kuppeln, Gewölbe und Kirchendachwerke in Südbayern. Schnell & Steiner, Regensburg, 2008. ISBN 978-3-7954-2035-2
- Das symmetrische Randelementverfahren: Numerische Realisierung und Kopplung mit der Finite-Elemente-Methode zur elastoplastischen Strukturanalyse. Dissertation TU München, 1992.